# 诺尔托夫附近许尔普
诺尔托夫附近许尔普（德語：Schülp b. Nortorf）是德国石勒苏益格－荷尔斯泰因州的一个市镇。总面积9.86平方公里，总人口837人，其中男性414人，女性423人（2011年12月31日），人口密度85人/平方公里。